# Kobushi Factory
Kobushi Factory (jap. こぶしファクトリー, dt. „Magnolienfabrik“) war eine japanische Girlgroup unter dem Hello! Project, welche aus Mitgliedern der Hello! Pro Kenshūsei entstanden ist.

## Werdegang
Sie wurde am 2. Januar 2015 gegründet. Der Gruppenname spielt einerseits auf die Kobushi-Magnolie an, andererseits auch auf eine geballte Faust (im Japanischen ebenfalls Kobushi). Der zweite Teil des Namens, Factory, stellt eine Verbindung zur Gruppe Berryz Kobo her, da man Kobo als „Werkstatt“ übersetzen kann. Da Berryz Kobo mit der Ankündigung der neuen Gruppe eine Pause einlegten, werden Kobushi Factory als ihre Nachfolger gesehen. Kobushi Factorys Schwestergruppe, Tsubaki Factory, nimmt diese Rolle ebenfalls an.
Im Rahmen des Winterkonzerts des Hello! Projects wurden die neuen Mitglieder vorgestellt. Am 25. Februar bekam die Gruppe ihren Namen.
Während des Konzerts der Hello! Pro Kenshūsei am 8. März 2015 wurde Ayaka Hirose zum Leader der Gruppe ernannt. Die Position des Subleaders erfüllt Rio Fujii. Alle Mitglieder nahmen am Bühnenstück „Weekend Survivor“ teil. In diesem Rahmen veröffentlichten sie ihre erste Single „Nen ni wa Nen/Survivor“, welche vor Ort und später übers Internet verkauft wurde. Am 30. Dezember 2015 wurde Kobushi Factory für den Newcomer Award bei den 57. Japan Record Awards nominiert, welchen die Gruppe letztendlich auch gewann.
Ihr zweites Musical, „JK Ninja Girls“ (JKニンジャガールズ), wurde verfilmt und lief am 17. Juli 2017 in den japanischen Kinos an. Noch vor der Ausstrahlung wurde Rio Fujii aufgrund von Vertragsbruch gefeuert. Zwei Monate später, am 6. September, verließ Rena Ogawa die Gruppe aufgrund einer Angststörung. Natsumi Taguchi verließ die Gruppe ebenfalls wenig später.
Anfang Januar 2020 wurde bekanntgegeben, dass sich die Gruppe nach einem letzten Konzert am 30. März 2020 auflösen wird.

## Letzte Besetzung
| Name                     | Geburtsdatum     | Alter | Mitgliedsfarbe | Sonstiges |
| ------------------------ | ---------------- | ----- | -------------- | --------- |
| Ayaka Hirose 広瀬彩海    | 4. August 1999   | 25    | Türkis         | Leader    |
| Minami Nomura 野村みな美 | 10. Februar 2000 | 25    | Königsblau     |           |
| Ayano Hamaura 浜浦彩乃   | 26. April 2000   | 24    | Pink           |           |
| Sakurako Wada 和田桜子   | 8. März 2001     | 24    | Grün           |           |
| Rei Inoue 井上玲音       | 17. Juli 2001    | 23    | Violett        |           |

### Ehemalige Mitglieder
- Rio Fujii (藤井梨央, * 4. März 1999), wurde am 6. Juli 2017 gefeuert.
- Rena Ogawa (小川麗奈, * 27. März 2000), verließ die Gruppe und das Hello! Project am 6. September 2017 aufgrund einer Angststörung.
- Natsumi Taguchi (田口夏実, 21. Juli 2000), verließ die Gruppe aufgrund einer Vertragsauflösung.

## Diskografie

### Studioalben
| Jahr | Titel               | Höchstplatzierung, Gesamtwochen, AuszeichnungChartsChartplatzierungen (Jahr, Titel, Platzierungen, Wochen, Auszeichnungen, Anmerkungen) | Anmerkungen                                                   |
| Jahr | Titel               | JP | Anmerkungen                                                   |
| ---- | ------------------- | --- | ------------------------------------------------------------- |
| 2016 | Kobushi Sono Ichi   | JP11 (7 Wo.)JP | Erstveröffentlichung: 30. November 2016 Verkäufe JP: + 12.989 |
| 2019 | Kobushi Dai Ni Maku | JP7 (3 Wo.)JP | Erstveröffentlichung: 2. Oktober 2019 Verkäufe JP: + 15.461   |

### Singles
| Jahr | Titel Album | Höchstplatzierung, Gesamtwochen, AuszeichnungChartsChartplatzierungen (Jahr, Titel, Album, Platzierungen, Wochen, Auszeichnungen, Anmerkungen) | Anmerkungen |
| Jahr | Titel Album | JP | Anmerkungen |
| ---- | --- | --- | --- |
| 2015 | Nen ni wa Nen / Survivor (念には念 / サバイバー) – | JP11 (7 Wo.)JP | Erstveröffentlichung: 26. März 2015 nicht im offiziellen Verkauf; Indie, wurde vor dem Theaterstück Weekend Survivor vor Ort und später übers Internet verkauft |
| 2015 | Dosukoi! Kenkyo ni Daitan / Rāmen Daisuki Koizumi-san no Uta / Nen ni wa Nen (Nen’iri Ver.) (ドスコイ！ケンキョにダイタン / ラーメン大好き小泉さんの唄 / 念には念(念入りVer.)) Kobushi Sono Ichi | JP3 (16 Wo.)JP | Erstveröffentlichung: 2. September 2015 Verkäufe JP: + 47.866; erste Major-Single                                                                               |
| 2016 | Sakura Night Fever / Chotto Guchoku ni! Chototsu Mōshin / Osu! Kobushi Tamashii (桜ナイトフィーバー／チョット愚直に！猪突猛進／押忍！こぶし魂) Kobushi Sono Ichi                                 | JP1 (8 Wo.)JP | Erstveröffentlichung: 17. Februar 2016 Verkäufe JP: + 40.410 |
| 2016 | Samba! Kobushi Janeiro / Bacchikoi Seishun! / Ora wa Ninkimono (サンバ！こぶしジャネイロ/バッチ来い青春！/オラはにんきもの) Kobushi Sono Ichi                                                    | JP3 (9 Wo.)JP | Erstveröffentlichung: 27. Juli 2016 Verkäufe JP: + 42.573 |
| 2017 | Shalala! Yareru Hazu sa / Ee ja nai ka Ninja nai ka (シャララ！やれるはずさ／エエジャナイカ ニンジャナイカ) Kobushi Dai Ni Maku                                                                  | JP4 (3 Wo.)JP | Erstveröffentlichung: 14. Juni 2017 Verkäufe JP: + 23.593 |
| 2018 | Kore Kara da! / Ashita Tenki ni Naare (これからだ！ / 明日テンキになあれ) Kobushi Dai Ni Maku | JP3 (6 Wo.)JP | Erstveröffentlichung: 28. März 2018 Verkäufe JP: + 32.597 |
| 2018 | Kitto Watashi wa / Naseba Naru (きっと私は / ナセバナル) Kobushi Dai Ni Maku | JP5 (9 Wo.)JP | Erstveröffentlichung: 8. August 2018 Verkäufe JP: + 25.859 |
| 2019 | Oh No Ounou / Haru Urara (Oh No 懊悩 ／ ハルウララ) Kobushi Dai Ni Maku | JP4 (5 Wo.)JP | Erstveröffentlichung: 24. April 2019 Verkäufe JP: + 30.400 |
| 2020 | Seishun no Hana / Start Line (青春の花/スタートライン) – | JP5 (7 Wo.)JP | Erstveröffentlichung: 4. März 2020 Verkäufe JP: + 21.625 |